# David Buxo
David Buxo Escabros (16 giugno 1981) è un ex calciatore andorrano, di ruolo centrocampista.